# Jamis-Sutter Home/Saison 2010
Dieser Artikel listet Erfolge und Mannschaft des Radsportteams Jamis-Sutter Home in der Saison 2010 auf.

## Erfolge in der Continental Tour
| Datum       | Rennen                                                                | Kat. | Fahrer            |
| ----------- | --------------------------------------------------------------------- | ---- | ----------------- |
| 17. Februar | 2. Etappe Rutas de América                                            | 2.2  | Alejandro Borrajo |
| 19. Oktober | 4b. Etappe Tour do Brasil Volta Ciclística de São Paulo-Internacional | 2.2  | Alejandro Borrajo |

## Zugänge – Abgänge
| Zugänge        | Team 2009                  | Abgänge               | Team 2010              |
| -------------- | -------------------------- | --------------------- | ---------------------- |
| James Driscoll | Rock Racing                | Lucas Sebastián Haedo | Team Saxo Bank         |
| Iván Domínguez | Rock Racing                | Kyle Wamsley          | Bissell                |
| Jackie Simes   | Team Mountain Khakis EP-NO | Anthony Colby         | Jelly Belly-Kenda      |
| Tucker Brown   | Colavita (2008)            | Luca Damiani          | Kenda-Gear Grinder     |
| Nick Frey      | Time Pro Cycling (2008)    | Davide Frattini       | Team Type 1            |
| Frank Travieso | Toshiba-AEG (2008)         | Leandro Bottasso      | Unbekannt              |
| Demis Alemán   | Neoprofi                   | Timothy Reinhart      | Unbekannt              |
| Andrés Pereyra | Neoprofi                   | Daniel Vaillancourt   | Unbekannt              |
|                |                            | Demis Alemán          | Unbekannt (bis 31.07.) |

## Mannschaft
| Name               | Geburtstag        | Nationalität       |
| ------------------ | ----------------- | ------------------ |
| Alejandro Borrajo  | 24. April 1980    | Argentinien        |
| Aníbal Borrajo     | 16. November 1982 | Argentinien        |
| Tucker Brown       | 5. März 1985      | Vereinigte Staaten |
| Iván Domínguez     | 28. Mai 1976      | Kuba               |
| James Driscoll     | 11. November 1986 | Vereinigte Staaten |
| Nick Frey          | 9. März 1987      | Vereinigte Staaten |
| Andy Guptill       | 17. März 1983     | Vereinigte Staaten |
| Guido Palma        | 9. Januar 1987    | Argentinien        |
| Andrés Pereyra     | 20. Januar 1987   | Argentinien        |
| Luis Romero Amarán | 7. April 1979     | Kuba               |
| Jackie Simes       | 5. November 1988  | Vereinigte Staaten |
| Frank Travieso     | 21. März 1980     | Kuba               |
| Tyler Wren         | 4. März 1981      | Vereinigte Staaten |